# Ernest Muçi
Ernest Muçi (sinh 19 tháng 3 năm 2001) là một cầu thủ bóng đá Albania thi đấu ở vị trí tiền đạo tấn công cho Beşiktaş ở Süper Lig.

## Thống kê sự nghiệp

### Câu lạc bộ
Tính đến 23 tháng 5 năm 2024
| Câu lạc bộ          | Mùa giải            | Giải đấu            | Giải đấu | Giải đấu | Cúp quốc gia | Cúp quốc gia | Châu lục | Châu lục | Khác | Khác | Tổng cộng | Tổng cộng |
| Câu lạc bộ          | Mùa giải            | Hạng                | Trận     | Bàn      | Trận         | Bàn          | Trận     | Bàn      | Trận | Bàn  | Trận      | Bàn       |
| ------------------- | ------------------- | ------------------- | -------- | -------- | ------------ | ------------ | -------- | -------- | ---- | ---- | --------- | --------- |
| FK Tirana           | 2017–19             | Kategoria e Parë    | 11       | 3        | 0            | 0            | –        | –        | –    | –    | 11        | 3         |
| FK Tirana           | 2018–19             | Kategoria Superiore | 8        | 1        | 3            | 0            | –        | –        | –    | –    | 11        | 1         |
| FK Tirana           | 2019–20             | Kategoria Superiore | 20       | 7        | 7            | 5            | –        | –        | –    | –    | 27        | 12        |
| FK Tirana           | 2020–21             | Kategoria Superiore | 20       | 5        | 2            | 2            | 3        | 0        | –    | –    | 25        | 7         |
| FK Tirana           | Tổng cộng           | Tổng cộng           | 59       | 16       | 12           | 7            | 3        | 0        | 0    | 0    | 74        | 23        |
| Legia Warsaw        | 2020–21             | Ekstraklasa         | 6        | 0        | 1            | 0            | —        | —        | —    | —    | 7         | 0         |
| Legia Warsaw        | 2021–22             | Ekstraklasa         | 24       | 4        | 4            | 1            | 8        | 1        | 0    | 0    | 36        | 6         |
| Legia Warsaw        | 2022–23             | Ekstraklasa         | 32       | 5        | 5            | 1            | –        | –        | –    | –    | 37        | 6         |
| Legia Warsaw        | 2023–24             | Ekstraklasa         | 19       | 4        | 2            | 0            | 12       | 5        | 1    | 0    | 34        | 9         |
| Legia Warsaw        | Tổng cộng           | Tổng cộng           | 81       | 13       | 11           | 2            | 20       | 6        | 2    | 0    | 114       | 21        |
| Beşiktaş            | 2023–24             | Süper Lig           | 13       | 3        | 4            | 1            | —        | —        | —    | —    | 17        | 4         |
| Tổng cộng sự nghiệp | Tổng cộng sự nghiệp | Tổng cộng sự nghiệp | 153      | 32       | 26           | 10           | 23       | 6        | 3    | 0    | 205       | 48        |

Quốc tế
| Đội tuyển quốc gia | Năm  | Trận | Bàn |
| ------------------ | ---- | ---- | --- |
| Albania            | 2022 | 2    | 0   |
| Albania            | 2023 | 5    | 2   |
| Albania            | 2023 | 2    | 0   |
| Albania            | 2024 | 1    | 1   |
| Tổng               | Tổng | 10   | 3   |

### Bàn thắng quốc tế
Bàn thắng và kết quả của Albania được để trước.
| #  | Ngày                 | Địa điểm                                     | Đối thủ        | Bàn thắng | Kết quả | Giải đấu                 |
| -- | -------------------- | -------------------------------------------- | -------------- | --------- | ------- | ------------------------ |
| 1. | 20 tháng 6 năm 2023  | Tórsvøllur, Tórshavn, Quần đảo Faroe         | Quần đảo Faroe | 3–1       | 3–1     | Vòng loại UEFA Euro 2024 |
| 2. | 17 tháng 10 năm 2023 | Arena Kombëtare, Tiranë, Albania             | Bulgaria       | 2–0       | 2–0     | Giao hữu                 |
| 3. | 3 tháng 6 năm 2024   | Haladás Sportkomplexum, Szombathely, Hungary | Liechtenstein  | 3–0       | 3–0     | Giao hữu                 |